# Meãs do Campo
Meãs do Campo es una freguesia portuguesa del concelho de Montemor-o-Velho, con 9,58 km² de superficie y 1.716 habitantes (2001). Su densidad de población es de 179,1 hab/km².